# بادباوری در هرمزگان
برخی از مردم جنوب و جنوب شرقی ایران، به ویژه مردم بندرها و جزایر خلیج فارس و هرمزگان، ارواح و اجنّه را به صورت باد می‌پندارند و معتقدند که باد در درون پیکر آدمیزادگان می‌رود و آنان را تسخیر و گرفتار و به اصطلاح «بادزار» و «هوایی» می‌کند و او را به گونه اسب و مرکَب خود درمی آورد. بادها را به چند نوع و دسته و از لحاظ جنسیت به نرینه و مادینه رده‌بندی می‌کنند و برای هریک ویژگی‌ها و کردارهایی برمی شمارند.
- یکی از ویژگی‌های شیوه اندیشه ایرانی، دوگانه‌باوری و تقسیم‌بندیِ دوگانه جهان، و هرآنچه در آن هست، به دو نمود فروغ و تاریکی یا نیک و بد است. براساس این اندیشه، ایرانیان از دیرباز به دو گونه وُیو(vayu) (باد) با شخصیتی واحد، لیکن با سیما و گوهری متفاوت از یکدیگر، باور داشتند. بادی را ایزدِ سودرسان و باد دیگر را دیوی زیان کار می‌انگاشتند. دیو، بادی هراس انگیز، بی رحم و آسیب‌رسان بود و با تباهی و مرگ، هم ذات و همراه بود و کسی را از او گریز نبود.
- در فرهنگ اسلامی، باد را مشابه جنّ و همچون او موجودی هوایی انگاشته و به دو گروه اجبار و اشرار یا مؤمن و کافر طبقه‌بندی کرده‌اند. مثلاً، علامه مجلسی باد را کنایه از جنّ گرفته و آن را «باد – جنّ» می‌نامد و بیماری ریح‌ُ الصِبًیان یا بادِ کودکان را در اثر باد – جنّ می‌داند.
- در برخی از جامعه‌های مسلمان جهان، از جمله ایران، میان جن-بادها و گروه بندی هایِ اجتماعیِ درون جامعه، پیوند و همبستگی وجود دارد. برای نمونه جامعه‌های آفریقایی که بر بنیاد گروه‌های دودمانی سازمان یافته‌اند، هر گروه از بادها را اعضای یکی از دودمان‌ها یا وابسته به آن می‌دانند. در میان مردم ساحل‌نشین جنوب ایران، باد – جن‌ها بیشتر در میان قشرها و لایه‌های پایین و فقیر جامعه عمل می‌کنند و برخی از بادها، مانند باد مشایخ با گروه‌های اجتماعیِ معینی، پیوند معنوی و روحانی دارند.
- در میان مردم، باورداشت‌های مربوط به طبیعت و اسباب بروز بادزدگی (حالت بیمارگونة ناشی از تسخیر باد) و راه‌های چاره جویی و درمان بادزدگیِ یک نظام اجتماعی و فرهنگیِ مجرد پیوسته و وابسته به یکدیگر را پدید آورده‌است.
- شیوه جن – بادزُدایی در میان جامعه‌های معتقد به این نوع جن– بادها عموماً به دو روش پایا و گشتاری انجام می‌گیرد. در درمان به روش پایا، شخص مسخّرِ جن باد، بیماری اش بهبود می‌یابد و به حالت عادی و مطلوب پیشین بازمی گردد. در صورتی که در درمان به شیوه گشتاری، دگرگونیِ ژرفی در شخصیت و حالات بیمار رخ می‌دهد و هویت او به کلی تغییر می‌کند. بیمار در هویت جدید با روح یا باد تسخیرکننده اش پیوند می‌خورد و از این پس به گروهی می‌پیوندد که دارای هویت اجتماعی ویژه و کیشی خاص در جامعه‌است.